# Heterapoderus crenatus
Heterapoderus crenatus es una especie de coleóptero de la familia Attelabidae.

## Distribución geográfica
Habita en China, Laos, Tailandia y  Vietnam.